# 老表，畢業喇！
《老表，畢業喇！》（英語：Oh My Grad），香港電視廣播有限公司拍攝製作的時裝校園喜劇電視劇，由郭晉安、蔡少芬及王祖藍領銜主演，並由蔡瀚億、岑麗香、林盛斌、呂慧儀、張繼聰、林欣彤、鄭欣宜、羅蘭、胡楓、湯盈盈、蔣志光及韋綺姍聯合主演，監製黃偉聲。
此劇為《老表，你好嘢！》及《老表，你好hea！》的姊妹作，故事以王祖藍在《老表，你好嘢！》與《老表，你好hea！》中的角色蔡芯與尤田為角色核心，但內容以香港教育制度為背景，跟前作內容沒有太大關聯。
此劇為2017無綫節目巡禮14部劇集之一、無綫海外業務及簡介2017所推介的17部劇集之一、2017香港國際影視展16部推介劇集之一，亦為無綫電視50週年4部台慶劇之一。

## 演員表

### 杜家
| 演員           | 角色   | 暱稱／關係 |
| 姚 兵（青年）  | 杜 琥  | 杜副校長、杜老先生 香港燦爛學院前副校長 杜麗之侄子 江碧之夫 杜明治、杜明亨之父 杜得惠之表哥 名字諧音：杜甫 |
| 胡 楓          | 杜 琥  | 杜副校長、杜老先生 香港燦爛學院前副校長 杜麗之侄子 江碧之夫 杜明治、杜明亨之父 杜得惠之表哥 名字諧音：杜甫 |
| 羅欣羚（青年） | 江 碧  | 江校長、杜老夫人 香港燦爛學院前校長 杜琥之妻 杜明治、杜明亨之母 杜丽之侄媳 杜得惠之表嫂 |
| 羅 蘭          | 江 碧  | 江校長、杜老夫人 香港燦爛學院前校長 杜琥之妻 杜明治、杜明亨之母 杜丽之侄媳 杜得惠之表嫂 |
| 鄭欣宜         | 杜 麗  | 麗姑婆 已去世 前香港燦爛學院設計老師 杜得惠之亡母 杜琥之亡姑姑 史博文之亡舊情人 江碧之亡姑奶奶 杜明治、杜明亨之亡姑婆 懷孕后移民加拿大溫哥華 |
| 鄭欣宜         | 杜得惠 | 得得 「古惑寶」App創辦人 史博文之私生女，於第23集與其相認 杜麗之女 杜琥之表妹 江碧之表姑仔 杜明治、杜明亨之表姑姐 史德華同父異母之姐兼好友 程舒、柳妞之好友 不滿練敏敏 史太之繼女，被其針對 患有夢遊症 於第4集由溫哥華回流香港 名字諧音：杜德偉 |
| 郭晉安         | 杜明治 | 杜校長、明治、林在野（尤田專稱）、唐僧（楊過專稱） 維新中學末任校長（第1集），後為香港燦爛學院末任校長 杜琥、江碧之長子 杜明亨之兄，後被其出賣及憎恨，最後和好 杜得惠之表侄子 杜麗之侄孫 練敏敏之男友，於第3集成為其未婚夫，於第6集練敏敏前往外國，曾給予他一個機會，但他手機沒電而錯失機會，於第8集透過一封信向他提出分手 蔡芯之好友，其外貌與《老表，你好嘢！》裏的吳嘉儀（蔡芯之表哥）十分相似 程郎之好友兼校長，互相欣賞其教學理念 尤田之天敵，因其外貌與《老表，你好hea！》裏的林在野十分相似而被尤田戲稱為林在野，後和好 楊過之前校長兼恩人 張進強之鬥氣冤家，後為其男友，最後為其第二任丈夫 名字諧音：道明寺 |
| 蔡少芬         | 張進強 | 杜明治之鬥氣冤家，後為其女友，最後為其妻 參見張家／蔡家 |
| 林盛斌         | 杜明亨 | 亨亨、Kelvin Sir 「補習·成」補習社股東兼導師／文範出版社老闆／香港燦爛學院末任副校長 杜琥、江碧之被寵壞的幼子 杜明治之弟，後出賣及憎恨其，最後和好 杜得惠之表侄子 杜麗之侄孫 陳美娟之上司，後成為男友並利用她 因收受利益企圖出售香港燦爛學院，於第30集被廉政公署拘捕並入獄 |

### 張家／蔡家
| 演員   | 角色   | 暱稱／關係 |
| 劉 江  | 張福貴 | 張進強之父 蔡遠望之外祖父 長者書法班教師 於第9集登場 |
| 蔡少芬 | 張進強 | 阿Mon、Mon姐、Monica、風韻猶存（蔡芯早期專稱） 怪獸家長／爾雅中學舊生／明德中學家教會主席／博文史集團前主席公關經理，後為香港燦爛學院首任及末任高級行政公關主任 張福貴之女 蔡遠望之母 史博文之下屬 蔡芯之好友 杜明治之鬥氣冤家，後為其女友，最後為其妻 尹小曼之舊同學兼天敵，後和好 丈夫去世了13年 部分名字諧音：張晉（現實世界中蔡少芬的丈夫） |
| 葉啟承 | 蔡遠望 | 明德中學2A班學生 張進強之子 張福貴之外孫 史德華之好友 |
| 黑 妹  | Elsa   | 傭人 |

### 史家
| 演員   | 角色   | 暱稱／關係 |
| 秦 煌  | 史博文 | 史生 博文史集團主席／香港燦爛學院舊生兼贊助人 史太之夫 杜麗之舊情人 杜得惠之父，於第23集與其相認 史德華之父 張進強之上司 於第2集登場 於第28集昏迷 於第30集甦醒 |
| 韓馬利 | 史 太  | 賢淑雅舍主席 史博文之妻 史德華之母 杜得惠之繼母，並針对她 於第2集登場 於第28集為讓史博文與杜得惠父女不和而贊成哈洛與燦爛合併 |
| 鄭欣宜 | 杜 麗  | 麗姑婆 已去世 杜得惠之亡母 史博文之亡舊情人 懷孕后移民加拿大溫哥華 參見杜家 |
| 鄭欣宜 | 杜得惠 | 得得 史博文之私生女，於第23集與其相認 杜麗之女 史德華同父異母之姐兼好友 史太之繼女，被其針對 參見杜家 |
| 蔡瀚億 | 史德華 | 華仔（蔡遠望專稱）、有錢仔、BB（史太專稱）、衰仔（史博文專稱） 二世祖／香港燦爛學院舊生兼學生會末任副主席 史博文、史太之子 杜得惠同父異母之弟兼好友 程舒之鬥氣冤家，後被其暗戀，後於第26集為其男友（公開戀情戲份被刪走） 追求柳妞 蔡遠望之好友 於第2集登場 於第9集及第10集聽到程舒唱歌卻於第10集看到柳妞並誤以為柳妞所唱後喜歡其，後於第20集才知道當初聽的是程舒唱歌，而不是柳妞 |
| 蘇恩磁 | 磁 姐  | 傭人 |

### 程家
| 演員   | 角色   | 暱稱／關係 |
| 蔣志光 | 程 郎  | Darling Sir、琴佬（Jimmy Lee專用） 明德中學教師，於第30集辭職／香港燦爛學院教育系舊生 男性主義支持者 梅麗寶之前夫 程舒之父兼同學 杜明治之好友兼學生，互相欣賞其教學理念 藍露斯之鬥氣冤家，後為其男友 名字諧音：情郎 |
| 韋綺姍 | 梅麗寶 | Mable、Mable姐 酒廊歌手 程郎之前妻 程舒之母 Richard之女友 為追求歌星夢而與程郎、程舒分開 於第2集登場 |
| 林欣彤 | 程 舒  | Love Letter（史德華專用） 補習老師／爾雅中學舊生／2008年香港會考狀元／香港燦爛學院教育系舊生兼末任學生會主席 程郎之女兼同學 梅麗寶之女 杜得惠之好友 崔楓紀、吕優之舊同學兼好友，後反目但和好 史德華之鬥氣冤家，後暗戀其，後於第26集為其女友（公開戀情戲份被刪走） 勝出《國際麻雀王大賽》成為香港區雀后，因而得罪爾雅中學家教會主席而被其針對（第25集） 名字諧音：情書 |

### 香港燦爛學院（簡稱：港燦）
取景於大埔前佛教大光中學（現為大光德萃書院）。

#### 管理及教職人員
| 演員   | 角色   | 暱稱／關係 |
| 羅 蘭  | 江 碧  | 江校長 創辦人兼前校長 參見杜家 |
| 胡 楓  | 杜 琥  | 杜副校長 創辦人兼前副校長 參見杜家 |
| 秦 煌  | 史博文 | 史生 博文史集團主席／末任校董會主席／贊助者／舊生 參見史家 |
| 區軒瑋 | 傅 平  | 傅生 教育局副常務助理秘書長／校董 |
| 魏穎彤 | 邱泰琪 | 太平紳士／校董 |
| 李 健  |        | 校董（第15、28-30集） |
| 陳富勝 |        | 校董（第15、28-30集） |
| 郭晉安 | 杜明治 | 杜校長 末任校長 參見杜家 |
| 林盛斌 | 杜明亨 | Kelvin Sir 末任副校長 參見杜家 |
| 蔡少芬 | 張進強 | Mon姐 首任及末任高級行政及公關主任 參見蔡家 |
| 陳明恩 | 藍露斯 | Dr. Blue 駐校學者，於第30集離開 女性主義支持者 程郎之歡喜冤家，後為其女友 程舒之仰慕對象 於第7集登場 名字諧音：男老師                                                                |
| 張文慈 | 尹小曼 | 小曼老師 教育系末任主任／前教育局助理教育主任／香港女子業餘網球隊隊長／爾雅中學舊生 張進強之舊同學兼天敵，後和好 被徐智麼暗戀，後為其女友 於第5集登場 於第11集加入港燦成為教育系主任 |
| 陳永業 | 靳黃昏 | 黄昏Sir 驻校社工 名字諧音：近黃昏（夕陽無限好，只是近黃昏） |
| 谭伟权 | 麦文峰 | 麦Sir 设计系主任 |
| 泰 臣  | 徐智麼 | 智麼叔 校工／維新中學舊生兼校工（第1集） 暗戀尹小曼，後為其男友 楊過之好友 名字諧音：徐志摩                                                                                          |

#### 學生
| 演員   | 角色   | 暱稱／關係 |
| 蔣志光 | 程 郎  | Darling Sir 教育系學生，於第30集畢業 參見程家 |
| 林欣彤 | 程 舒  | 教育系學生兼末任學生會主席，於第30集畢業 參見程家 |
| 蔡瀚億 | 史德華 | 教育系學生兼末任學生會副主席，於第30集畢業 參見史家 |
| 岑麗香 | 柳 妞  | 柳妞公主 美國華僑／教育系學生／代母 史德華之追求對象 欣賞杜明治 為賺錢醫治養父的病而成為代母 杜得惠之好友 呂優之不滿對象 於第9集登埸 於第17集持匕首威脅唐夫婦及兩次自殺未遂 於第18集退學返回美國安胎 |
| 小 寶  | 呂 優  | 小優 教育系學生兼末任學生會幹部，於第30集畢業／爾雅中學舊生 崔楓紀、程舒之舊同學兼好友，後反目但和好 不滿柳妞 名字諧音：女優                                                                         |
| 吳沚默 | 崔楓紀 | 楓紀 教育系學生兼末任學生會幹部，於第30集畢業／爾雅中學舊生 呂優、程舒之舊同學兼好友，後反目但和好 部分名字諧音：風紀                                                                                |
| 羅天宇 | Tummy  | 教育系學生，已重讀9年，於第30集終於畢業 B-Kids成員之一，自稱「汝州街馬子仁」 學生會成員之一，於第7集被辭退，後為末任學生會幹部                                                                       |
| 盧峻峯 | Alien  | 教育系學生，已重讀9年，於第30集終於畢業 B-Kids成員之一，自稱「欽州街馬國明」 學生會成員之一，於第7集被辭退，後為末任學生會幹部                                                                       |
| 彭紀諺 | Gem    | 教育系學生，已重讀9年，於第30集終於畢業 B-Kids成員之一，自稱「鴨寮街余文樂」 學生會成員之一，於第7集被辭退，後為末任學生會幹部                                                                       |
| 林泳淘 | DaDa   | 哈哈星 教育系學生，於第30集畢業 參見「補習·成」補習社 |
| 蘇韻姿 | LuLu   | 唔出星 教育系學生，於第30集畢業 參見「補習·成」補習社 |
| 張雪瑩 | KiKi   | 喇喇星 設計系學生，於第30集畢業 參見「補習·成」補習社 |
| 梁 茵  | MoMo   | 哇哇星 設計系學生，於第30集畢業 參見「補習·成」補習社 |
| 楊家寶 | CiCi   | 唧唧星 設計系學生，於第30集畢業 參見#「補習·成」補習社 |
| 張彥博 | 魯 昆  | 設計系學生，於第16集退學（客串） 於第16集被杜明治推薦到外國名校「St. Martini」面試 |
| 王致狄 |        | 學生，於第30集畢業 |
| 陳浚霆 |        | 教育系學生，於第30集畢業 |
| 司徒暉 |        | 學生，於第30集畢業 |
| 林宥喬 |        | 教育系學生，於第30集畢業 |
| 李晉強 |        | 學生，於第30集畢業 |
| 趙璧渝 | 璧 渝  | 學生，於第30集畢業 |
| 周佩婷 |        | 學生，於第30集畢業 |
| 陳奕璉 |        | 學生，於第30集畢業 |
| 鍾鈺精 |        | 學生，於第30集畢業 |
| 黃穎君 | 穎 君  | 學生，於第30集畢業 |
| 容天佑 | 關山渡 | 設計系學生，於第30集畢業 |
| 方紹聰 | 李達達 | 設計系學生，於第30集畢業 |
| 鄭詠謙 | 黎 采  | 采采 設計系學生，於第30集畢業 |
| 崔錦棠 | 戴頭文 | 香港燦爛學院舊生（第3集） |
| 曾健明 | 毛 湖  | 舊生（第4集） |
| 鄭子誠 | 鄭至誠 | 舊生 國際傑出教師獎得主 名字諧音：鄭子誠 |

#### 飯堂
| 演員   | 角色   | 暱稱／關係 |
| 王祖藍 | 蔡 芯  | 蔡芯老闆 蔡芯咖哩魚蛋集團董事總經理／蔡芯食堂老闆／《食肥DDD》節目主持／香港燦爛尤蔡學院創辦人／香港燦爛學院飯堂老闆（第1-15集） 杜明治、张进强之好友 練敏敏之不滿對象 尤田之天敵，後和好並成為好友 於第5集提及為吳芝晴之夫 與尤田外貌極為相似，惟身高較其矮 參見《老表，你好嘢！》                                                |
| 王祖藍 | 尤 田  | 尤生 大快田老闆／哈洛大股東／香港燦爛尤蔡學院創辦人兼大股東／香港燦爛學院飯堂老闆（第15集起） 杜明治、蔡芯之天敵，後和好並成為好友 杜明亨小时同班同学 欲收購香港燦爛學院 與蔡芯外貌極為相似，惟身高較其高 口頭禪：可能我鬼仔性格啦 於第28集成為哈洛最大股東 於第30集为了环保而戒食鱼翅并喜欢蔡芯的咖喱鱼蛋 參見《老表，你好hea！》 |
| 楊證樺 | 馬經理 | 蔡芯食堂飯堂經理（第10、15集） |
| 江富強 |        | 蔡芯食堂飯堂侍應（第10、15集） |
| 麥凱程 |        | 大快田侍應（第16、30集） |
| 胡 㻗  |        | 大快田侍應（第16、30集） |
| 伍禮騫 |        | 大快田侍應（第16、26、30集） |

### 「補習·成」補習社
| 演員   | 角色    | 暱稱／關係 |
| 林盛斌 | 杜明亨  | Kelvin Sir 股東兼導師／文範出版社老闆 參見杜家 |
| 呂慧儀 | 陳美娟  | Daisy、D Chan 杜明亨之助手／文範出版社登記人／後現代補習社老闆兼大股東 陳浩光之私生女 陳家斌同父異母之妹 暗戀杜明亨，但反被其利用，後為其女友 楊過之初戀情人 於第21集與杜明亨反目而辭職 於第24集開設後現代補習社並成為大股東 於第30集懷孕 |
| 林泳淘 | DaDa    | 哈哈星 代言人，於第24集辭職／香港燦爛學院舊生 五星星戰隊成員之一 數學科戰士 |
| 蘇韻姿 | LuLu    | 唔出星 代言人，於第24集辭職／香港燦爛學院舊生 五星星戰隊成員之一 化學科戰士 |
| 張雪瑩 | KiKi    | 喇喇星 代言人，於第24集辭職／香港燦爛學院舊生 五星星戰隊成員之一 通識科戰士 |
| 梁 茵  | MoMo    | 哇哇星 代言人，於第24集辭職／香港燦爛學院舊生 五星星戰隊成員之一 中文科戰士 |
| 楊家寶 | CiCi    | 唧唧星 代言人，於第24集辭職／香港燦爛學院舊生 五星星戰隊成員之一 英文科戰士 |
| 鄭衍峰 |         | 前職員 |
| 劉嘉琪 |         | 前職員 |
| 文雅   | Giselle | 職員 |

### 維新中學
寄宿學校，於第1集被殺校。
| 演員           | 角色   | 暱稱／關係 |
| Joe Junior     | J神父  | 神父 維新中學前校長（第4、29集） |
| 郭晉安         | 杜明治 | 杜校長 末任校長 參見杜家 |
| 泰 臣          | 徐智麼 | 智麼 舊生兼末任校工 參見香港燦爛學院 |
| 陳俊堅（青年） | 楊 過  | 過兒、雙響炮、小良 舊生／囚犯，於第25集獲釋 杜明治之舊生，視其為恩人 徐智麼之好友 陳浩光之前手下 陳美娟之初戀情人 於18年前因被杜明治揭發其販毒而入獄 於第28集出國留學 |
| 張繼聰         | 楊 過  | 過兒、雙響炮、小良 舊生／囚犯，於第25集獲釋 杜明治之舊生，視其為恩人 徐智麼之好友 陳浩光之前手下 陳美娟之初戀情人 於18年前因被杜明治揭發其販毒而入獄 於第28集出國留學 |
| 盧頌衡         | 周柏豪 | 舊生（第1-2集） |
| 霍健邦         |        | 跟車員 舊生（第8集） |
| 招浩明         |        | 特約演員 舊生（第8集） |
| 李嘉晉         |        | 看更 舊生（第8集） |
| 羅浩銘         | 馬大文 | 舊生（第10集） |
| 吳展驊         | 馬 仔  | 舊生（第10、16集） |
| 謝可逸         |        | 舊生（第16集） |

### 《食肥DDD》
| 演員   | 角色   | 暱稱／關係 |
| 董敬文 |        | 《食肥DDD》導演（第1、4集） |
| 湯盈盈 | 練敏敏 | 敏敏姐 《食肥DDD》節目主持 杜明治之女友，於第3集成為其未婚妻，於第6集分手 杜得惠之不滿對象 不滿蔡芯 於第6集前往外國，曾給予杜明治一個機會，但杜明治手機沒電而錯失機會，於第8集透過一封信向杜明治提出分手，並稱在外國找到新歡。 |
| 王祖藍 | 蔡 芯  | 蔡芯老闆 蔡芯咖哩魚蛋集團董事總經理／《食肥DDD》節目主持 練敏敏之不滿對象 參見香港燦爛學院 |
| 郭晉安 | 杜明治 | 明治 練敏敏之助手（第3-5集） 參見杜家 |

### 明德中學
取景於獅子會中學。
| 演員     | 角色     | 暱稱／關係                                                                        |
| 鄭敬基   | 李校長   | Jimmy、Jimmy仔（程郎專用） 校長 程郎之好兄弟                                      |
| 黃建東   |          | 副校長                                                                            |
| 蔣志光   | 程 郎    | Darling Sir、琴佬（Jimmy Lee專用） 教師，於第30集辭職 蔡遠望之中二班主任 參見程家 |
| 曾 敏    | Miss Yip | 教師 蔡遠望之中一班主任                                                           |
| 邵卓堯   | 何Sir    | 教師                                                                              |
| 朱滙林   | 李Sir    | 教師                                                                              |
| 周梓盈   | Miss Lam | 教師                                                                              |
| 吳偉豪   |          | 體育教師（第12集）                                                                |
| 蔡少芬   | 張進強   | Mon姐 家教會主席 參見蔡家                                                         |
| 葉啟承   | 蔡遠望   | 2A班學生 參見蔡家                                                                 |
| 盧頌衡   | 周柏豪   | 2A班學生／維新中學舊生 周生之兒子 周太之繼子                                      |
| 譚真一   | 陳永晞   | 2A班學生                                                                          |
| 陳銘澤   |          | 學生                                                                              |
| 鄭嘉樂   |          | 學生（第1集）                                                                     |
| 黃梓瑋   |          | 家長                                                                              |
| 陳念君   | 梁 太    | 家長                                                                              |
| 蘇麗明   |          | 家長                                                                              |
| 方麗盈   |          | 家長                                                                              |
| 徐嘉儀   |          | 家長                                                                              |
| 許思敏   |          | 家長                                                                              |
| 歐陽燕萍 |          | 家長                                                                              |

### 爾雅中學
| 演員                    | 角色   | 暱稱／關係                                                                                                |
| 區靄玲                  |        | 爾雅中學校長（第21-22、24-25集）                                                                          |
| 蔡少芬                  | 張進強 | 阿Mon 舊生 尹小曼之舊同學 參見蔡家                                                                        |
| 張文慈                  | 尹小曼 | 小曼 舊生 張進強之舊同學 參見香港燦爛學院                                                                 |
| 林欣彤                  | 程 舒  | 舊生兼實習老師 參見程家                                                                                   |
| 蔡瀚億                  | 史德華 | 實習老師 參見史家                                                                                         |
| 小 寶                   | 呂 優  | 舊生 參見香港燦爛學院                                                                                     |
| 吳沚默                  | 崔楓紀 | 舊生 參見香港燦爛學院                                                                                     |
| 周寶霖                  | 趙 太  | 爾雅中學家教會主席 《國際麻雀王大賽》參賽者 趙潔兒之母 因不忿程舒勝出《國際麻雀王大賽》而針對她（第25集） |
| 祝文君                  |        | 爾雅中學訓導主任（第24-25集）                                                                             |
| 駱胤鳴                  | 康奈馨 | 爾雅中學學生 史德華實習時帶領的女子樂隊（第24集）                                                         |
| 駱胤樺                  | 劉牡丹 | 爾雅中學學生 史德華實習時帶領的女子樂隊（第24集）                                                         |
| 譚嘉儀                  | 趙紫薇 | 爾雅中學學生 史德華實習時帶領的女子樂隊（第24集）                                                         |
| 梁暐昕 （配音：黃昕瑜） | 趙潔兒 | Amy 爾雅中學學生 經常上課時看漫畫（第23-25集）                                                            |

### 其他演員
| 演員           | 角色           | 暱稱／關係 |
| 黃子雄         | 唐 生          | 律師 唐太之夫 因不育而聘用柳妞為代父 |
| 楊卓娜         | 唐 太          | 女明星 唐生之妻 因不育而聘用柳妞為代母 |
| 易宇航         | Ronald Sanders | 表面上是Harris-Norton School（哈洛）執行董事，實為國際騙子 被杜明亨誤會其為同性戀者 於第25集與杜明亨談論哈洛收購香港燦爛學院 於第28集因尤田成為哈洛最大股東而成為其下屬 於第30集被揭發為國際騙子並被廉政公署拘捕 |
| 陳榮峻         |                | 的士司機（第1、4、19-20集） |
| 陳振業         | 周 生          | 周柏豪之父（第1集） |
| 鄭玉儀         | 周 太          | 周柏豪之後母（第1集） |
| 彭凱筠         |                | 超市員工（第1集） |
| 楊瑞麟         |                | 懲教署署長（第1集） |
| 李偉健         | 王Sir          | 教師（第2集） |
| 賀 峰          | 陳校長         | 校長（第2集） |
| 關浩揚         |                | 記者（第2、5-6集） |
| 陳勉良         |                | 酒樓樂手（第2、4、6、11、24集） |
| 羅 鴻          |                | 酒樓樂手（第2、4、6、11、24集） |
| 鬼 塚          |                | 酒樓樂手（第2、4、6、11、24集） |
| 劉日東         |                | 酒樓客人（第2集） |
| 黃志榮         |                | 酒樓客人（第2集） |
| 梁富雄         |                | 酒樓客人（第2集） |
| 梁富雄         | 中醫（第9集）  | |
| 陳狄克         |                | 酒樓侍應（第2、4集） |
| 譚俊雄         |                | 麻雀館侍應（第2集） |
| 丘惠玲         |                | 麻雀館客人（第2集） |
| 游潔冰         |                | 麻雀館客人（第2集） |
| 柳秋紅         |                | 麻雀館客人（第2集） |
| 馮柏然         | 林 生          | 麻雀館老闆（第2集） |
| 莊思敏         | Queenie        | Queen姐、毒蜘蛛 博文史集團公關部職員 張進強之競爭對手（第2集） 於張進強離開博文史集團後連同Kristy同時頂替其位置（第9集）                                                                                         |
| 魏韵芝         | Elisabeth      | （第2集） |
| 郭家俊         |                | 博文史集團高層（第2集） |
| 周麗欣         |                | 司儀（第2集） |
| 何文進         |                | 賓客（第2集） |
| 王華盛         |                | 賓客（第2集） |
| 沈愛琳         | Kristy         | 博文史集團公關部職員 於張進強離開博文史集團後連同Queenie同時頂替其位置（第2、9集） |
| 利穎怡         | Mandy          | 博文史集團公關部職員（第2、16集） |
| 區偉權         |                | 面試官（第3集） |
| 陳卓華         |                | 面試官（第3集） |
| 吳文舜         |                | 文範出版社職員（第4集） |
| 陳婉衡         |                | 主持人（第4集） |
| 馮康寧         |                | 酒樓歌手（第4集） |
| 蔡國慶         | 大佬榮         | 社團老大 杜得惠之合作對象（第4、18、26-27集） |
| 唐嘉麟         | 天 雞          | 古惑仔（第4、18、26-27集） |
| 姚宏遠         | 喪食坤         | 古惑仔（第4、18、26-27集） |
| 朱樂洺         | 十三Dee        | 古惑仔 同性戀者，喜歡天雞（第4、18、26-27集） |
| 明德豐         |                | 校長（第5集） |
| 羅丹虹         |                | 店員（第5集） |
| 蕭凱欣         |                | 伴娘（第6集） |
| 范仲恒         |                | 記者（第6、23、25-26集） |
| 曾慧雲         |                | 飯堂收銀員（第6、15集） |
| 曾世龙         |                | 排隊要求補習社退錢的學生（第24集） |
| 關梓陽         |                | 消防員（第6集） |
| 張國雄         |                | 酒樓侍應（第6集） |
| 何遠東         |                | 傻佬 用假電話當手機（第8、30集），並兩次啟發杜明治 |
| 蕭徽勇         |                | 課程職員（第8集） |
| 黃毅進         |                | 攝影師（第9集） |
| 黎日楠         |                | 醫生（第9集） |
| 謝芷倫         | Dr. Lam        | 心理醫生（第9集） |
| 邱美薇         |                | 髮廊職員（第10集） |
| 招浩東         | 柳妞父         | 柳妞之養父 患有癌症 於第17集病逝（第10、13集） |
| 鄧永健         |                | 酒保（第11-12集） |
| 陳靖雲         |                | 老師（第12集） |
| 孫慧蓮         |                | 長者書法班學生（第14集） |
| 陳佳琳         |                | 長者書法班學生（第14集） |
| 單文柔         |                | 尤田之助手（第15、28-29集） |
| 游莨維         |                | 司儀（第16集） |
| 王東泰         | Johnny         | 極速約會賓客（第16集） |
| 洪資訊         | Jeremy         | 極速約會賓客（第16集） |
| 王得琛         | Wilson         | 極速約會賓客（第16集） |
| 劉素芳         |                | 唐家傭人（第17集） |
| 周 凌          |                | 傭人（第17集） |
| 譚永浩（少年） |                | 街頭歌手（第17集） |
| 顏文偉         |                | 街頭歌手（第17集） |
| 何偉業         |                | 酒吧侍應（第18集） |
| 袁鎮業         | Richard        | 梅麗寶之男友（第19集） |
| 張詩欣         |                | 年輕母（第19集） |
| 陳家良         |                | 年輕父（第19集） |
| 黃得生         |                | 店員（第19集） |
| 繆家慶         |                | 工作人員（第20集） |
| 杜大偉         |                | Juliet父親（第22集） |
| 曾琬莎         |                | Juliet母親（第22集） |
| 林子幸         | James          | 補習同行（第24集） |
| 馬米高         | Francis        | 補習名師（第24集） |
| 黃庭鋒         |                | 老師（第24集） |
| 陳淑芬         |                | 《國際麻雀王大賽》參賽者（第25集） |
| 蔡康年         |                | 《國際麻雀王大賽》主持（第25集） |
| 徐玟晴         |                | 秘書（第26集） |
| 夏玉麟         | 三舅公         | 徐智麼之親戚（第27集） |
| 廖思略         | 四姨媽         | 徐智麼之親戚（第27集） |
| 陳妹妹         | 六 嬸          | 徐智麼之親戚（第27集） |
| 麥皓兒         |                | 店員（第27集） |
| 曾啟綸         |                | 陳美娟之生意夥伴（第27集） |
| 伍秉君         |                | 陳美娟之生意夥伴（第27集） |
| 何佩珉         |                | 推鎖員（第29集） |
| 蘇可欣         | Tracy          | （第29集） |
| 簡淑兒         |                | 秘書（第29集） |
| 梁博恩         |                | 旅行社職員（第30集） |
| 曹思詩         |                | 旅行社職員（第30集） |

## 收視
本劇於香港無綫電視翡翠台24小時跨平台之收視紀錄：
| 週次 | 集數   | 日期                     | 收視率 | 備註                                    |
| 1    | 1－5   | 2017年9月25日－9月29日   | 24點   | 星期一至五總收視23.5點                  |
| 2    | 6－10  | 2017年10月2日－10月6日   | 22點   | 星期一至五總收視22.3點                  |
| 3    | 11－15 | 2017年10月9日－10月13日  | 22點   | 星期一至五總收視21.7點                  |
| 4    | 16－20 | 2017年10月16日－10月20日 | 21點   | 星期一至五總收視21.2點                  |
| 5    | 21－25 | 2017年10月23日－10月27日 | 23點   | 星期一至五總收視23.0點                  |
| 6    | 26－30 | 2017年10月30日－11月3日  | 23點   | 星期一至五總收視23.5點 大结局總收視24點 |
| 全劇 | 全劇   | 全劇                     | 23點   | 平均收视22.5點                          |

## 獎項提名

### 萬千星輝頒獎典禮2017
| 獎項               | 單位                     | 結果 |
| ------------------ | ------------------------ | ---- |
| 最佳劇集           | 老表，畢業喇！           | 提名 |
| 全球網民最喜愛劇集 | 老表，畢業喇！           | 提名 |
| 最佳男主角         | 郭晉安                   | 提名 |
| 最受歡迎劇集歌曲   | 畢業之後（主唱：林欣彤） | 提名 |

## 原聲帶
| 劇中演唱者          | 原唱                 | 歌曲                           | 集數             | 用作 | 用作   | 用作     | 備注                         |
| 劇中演唱者          | 原唱                 | 歌曲                           | 集數             | 插曲 | 片尾曲 | 背景音樂 | 備注                         |
| ------------------- | -------------------- | ------------------------------ | ---------------- | ---- | ------ | -------- | ---------------------------- |
| 王祖藍              | 吳若希               | 越辣越愛（原曲為《越難越愛》） | 第1、2、6集      | ✓    | ✓      |          | 無綫劇集《使徒行者》片尾曲   |
| 韦绮姗              | 林子祥               | 誰能明白我                     | 第6集            | ✓    |        |          | 電影《貓頭鷹與小飛象》主题曲 |
| 林欣彤              | 陳慧琳               | 花花宇宙                       | 第9集            | ✓    |        |          |                              |
| 蔡瀚億              | 陳百強               | 有了你                         | 第11集           | ✓    |        |          | 電影《失業生》主題曲         |
| 蔡瀚億              | 麥浚龍               | 沒有人                         | 第11集           | ✓    |        |          |                              |
| 蔡瀚億              | 郭富城               | 愛的呼喚                       | 第11集           | ✓    |        |          |                              |
| 蔡瀚億              | Twins                | 眼红红                         | 第11集           | ✓    |        |          |                              |
| 韦绮姗              | 韦绮姗               | 跪在大門後                     | 第11集           | ✓    |        |          |                              |
| 蔣志光、郑敬基      | 葉振棠、麥志誠       | 難為正邪定分界                 | 第17集           | ✓    |        |          | 無綫劇集《飛越十八層》主題曲 |
| 蔣志光、韦绮姗      | 陳百強               | 有了你                         | 第20集           | ✓    |        |          | 電影《失業生》主題曲         |
| 林欣彤              | Wham!                | Last Christmas                 | 第20集           | ✓    |        |          |                              |
| 鄭欣宜              | 鄭欣宜               | 擁抱愛                         | 第23集           | ✓    |        |          | 無綫劇集《愛·回家》主題曲    |
| SIS樂印姊妹、譚嘉儀 | 林保怡、陳豪、黃德斌 | 年少無知                       | 第24集           | ✓    |        |          | 無綫劇集《天與地》片尾曲     |
| 蔣志光、韦绮姗      | 陳百強               | 有了你                         | 第30集，結尾歌曲 |      | ✓      |          | 電影《失業生》主題曲         |

備註:

根據监制黃偉聲所述，由於王祖藍所飾演的蔡芯在上輯劇集《老表，你好嘢！》中，將自己的咖哩魚蛋風靡全中國，為了讓觀眾能常常看到他的「產品」，便仿效吳若希歌曲《越難越愛》般，為「蔡芯咖哩魚蛋」拍了一個音樂影片， 以「咖哩魚蛋」為歌詞的惡搞歌曲《越辣越愛》，而王祖藍亦曾以「蔡芯」造型邀請吳若希合唱。

## 拍攝地點
- 大光德萃書院－香港燦爛學院
- 獅子會中學－明德中學
- 香港聖公會何明華會督中學－爾雅中學
- 香港航海學校 - 維新中學

## 軼事
- 此劇為2017年無綫月曆之一。
- 此劇為林欣彤繼《你們我們他們》之後第二部參演的電視劇。
- 此劇為王祖藍首次亦是唯一一次一人分飾兩角，同時繼《老表，你好hea！》後再度飾演反派及繼前者後再度飾演相同性質的反派（因兩劇都是飾演尤田），恰巧該劇同樣由黃偉聲監制。
- 此劇是蘇韻姿、張文慈[4][5]及蔡瀚億[6]於無綫電視拍攝的首部電視劇。
- 此劇第一及第二女主角原定分別由萬綺雯和王菀之飾演，但由於兩人分別要拍舞台劇及開演唱會等事剛好與此劇開拍時期產生衝突未能參與而辭演，因此女主角分別改由蔡少芬及林欣彤接替頂上[7][8][9][10]，而前輯男配角之一張繼聰亦因照顧家庭需要，只能短暫客串演出，因此男配角則改由及蔡瀚億接替頂上；曾參演前兩輯《老表系列》的黃光亮則未能獲監製導演邀請演出此劇。
- 此劇是蔡少芬繼《金枝慾孽貳》後相隔4年再度為無綫電視拍攝的電視劇，亦是繼《創世紀》相隔18年後再度與郭晉安合作的電視劇；此外，由於蔡少芬要赴內地發展，此劇亦是其在最後一次參與無綫電視的告別作[11][12][13][14][15]。
- 此劇是鄭欣宜繼《隔離七日情》後相隔6年再度為無綫電視拍攝的電視劇，亦是繼《畢打自己人》後再度飾演患有夢遊症的角色[16]。
- 此劇是王祖藍與張繼聰繼電影《矮仔多情》、《超級經理人》，配音電影《怪獸大學》，電視劇《老表，你好嘢！》、《老表，你好hea！》、《食為奴》後第七度合作。
- 王祖藍於本輯因要專注於劇本及「度橋」而要負責大部分幕後工作，因此成為第一個戲份極少的第二男主角；而全劇亦只有王祖藍飾演的角色與上兩輯有關係[17]。
- 此劇是張繼聰、郭晉安、小寶繼《老表，你好嘢！》、《忠奸人》及《老表，你好hea！》後第四度合作。
- 此劇是林盛斌繼《老表，你好嘢！》和《食為奴》後第三度飾演反派，而且該兩劇同樣由黃偉聲監制。
- 劇中有個學生問名師和老師有什麽分別？郭晉安飾演的老師回答道：名師是保你平步青云，老師是教你怎樣做人。
- 此劇是譚真一最後一次在無綫電視的告別作。

## 金句
- 染金毛都可以讀到中文，有紋身嘅都可以讀到通識。[18]
- 老師係教你點做人，名師係保你平步青雲。[18]
- 搞活動同同學合作，都係一種學習嚟嘅，學習唔一定要畢業嘅。[18]
- 如果香港教育制度有問題，應該改變，而唔係離開另覓更好，唔好淨係識得抱怨the city is dying。[18]
- 你知唔知幾多老師做到病、做到嘔、做到抑鬱、到要跳樓。[18]

## 記事
- 2016年10月25日：此劇於12:30在將軍澳電視廣播城一廠Common Room舉行開鏡拜神記者會。[19][20][21]
- 2016年12月5日：此劇於12:30在九龍塘根德道5號My Garden進行外景拍攝。[22][23][24]
- 2016年12月23日：此劇在大埔進行外景拍攝。[25]
- 2016年12月29日：此劇於18:00在九龍灣啟禮道12號佛教慈敬學校進行外景拍攝。[26]
- 2016年12月30日：此劇在晚上於美孚曼坊759店拍攝。
- 2017年3月14日：此劇主要演員出席香港國際影視展宣傳劇集。
- 2017年9月16日：此劇於15:00在葵芳興盛路90號獅子會中學舉行「港燦‧開學禮」宣傳活動。[27][28]
- 2017年9月24日：此劇於14:00在馬鞍山西沙路608號馬鞍山廣場二樓中庭舉行「老表好聲音」宣傳活動。[29][30]
- 2017年9月29日：此劇於15:30在中環海濱活動空間（近十號碼頭）美食車位舉行「蔡芯請你食魚蛋」宣傳活動。[31]
- 2017年10月7日：此劇主要演員於20:00在將軍澳工業村駿才街77號電視廣播城一廠出席「TVB 50周年 華麗轉身 邁步同行」宣傳劇集。[32]
- 2017年10月9日：此劇在香港新城電台進行訪問宣傳劇集，出席演員：王祖藍、林欣彤、陳嘉佳及吳沚默。[33]
- 2017年10月10日：此劇於13:00在香港迪士尼樂園舉行「老表同樂日」宣傳活動。[34]
- 2017年10月19日：此劇於13:00在小西灣富欣道3號漢華中學舉行「老表友誼賽」宣傳活動。

## 外部連結
- 老表，畢業喇！ - myTV SUPER[]
- 老表，畢業喇！ 新劇解構 - TVBUSA
- 《老表，畢業喇！》myTV SUPER 回看 （页面存档备份，存于）

## 電視節目的變遷

### 香港播放

#### 首播
| 香港 無綫電視翡翠台 星期一至五 20:30-21:30 | 香港 無綫電視翡翠台 星期一至五 20:30-21:30 | 香港 無綫電視翡翠台 星期一至五 20:30-21:30 |
| ------------------------------------------ | ------------------------------------------ | ------------------------------------------ |
|                                            | 老表，畢業喇！ （2017.09.25 - 2017.11.03） |                                            |
| 燦爛的外母 （2017.08.28 - 2017.09.22）     | 誇世代 （2017.11.06 - 2018.01.12）         |                                            |

#### 重播
| 香港 無綫電視翡翠台 星期一至五 14:45-15:45 · 9月3日 14:45-15:00（腰斬） | 香港 無綫電視翡翠台 星期一至五 14:45-15:45 · 9月3日 14:45-15:00（腰斬） | 香港 無綫電視翡翠台 星期一至五 14:45-15:45 · 9月3日 14:45-15:00（腰斬） |
| ----------------------------------------------------------------------- | ----------------------------------------------------------------------- | ----------------------------------------------------------------------- |
|                                                                         | 老表，畢業喇！ （2019.08.20 - 2019.10.01）                              |                                                                         |
| 施公奇案II （2019.07.18 - 2019.08.19）                                  | 潮流教主 （2019.10.02 - 2019.10.31）                                    |                                                                         |

| 香港無線電視翡翠台 星期一至五 11:45-12:40 · 6月22日、7月17日暫停播映 | 香港無線電視翡翠台 星期一至五 11:45-12:40 · 6月22日、7月17日暫停播映 | 香港無線電視翡翠台 星期一至五 11:45-12:40 · 6月22日、7月17日暫停播映 |
| -------------------------------------------------------------------- | -------------------------------------------------------------------- | -------------------------------------------------------------------- |
|                                                                      | 老表，畢業喇！ （2023.06.21 - 2023.08.03）                           |                                                                      |
| 不速之約 （2023.05.24 - 2023.06.20）                                 | 以和為貴 （2023.08.04 - 2023.08.31）                                 |                                                                      |

### 香港以外地區播放
| 马来西亚 Astro AOD、Astro AOD HD 星期一至五 20:30 - 21:15 | 马来西亚 Astro AOD、Astro AOD HD 星期一至五 20:30 - 21:15 | 马来西亚 Astro AOD、Astro AOD HD 星期一至五 20:30 - 21:15 |
| --------------------------------------------------------- | --------------------------------------------------------- | --------------------------------------------------------- |
|                                                           | 老表，畢業喇！ （2017-09-25 - 2017-11-03）                |                                                           |
| 燦爛的外母 （2017-08-28 - 2017-09-22）                    | 誇世代 （2017-11-06 - 2018-01-12）                        |                                                           |

| 新加坡 HUB戏剧首选 星期一至五 20:30 - 21:15 | 新加坡 HUB戏剧首选 星期一至五 20:30 - 21:15 | 新加坡 HUB戏剧首选 星期一至五 20:30 - 21:15 |
| ------------------------------------------- | ------------------------------------------- | ------------------------------------------- |
|                                             | 老表，畢業喇！ （2017-09-25 - 2017-11-03）  |                                             |
| 燦爛的外母 （2017-08-28 - 2017-09-22）      | 誇世代 （2017-11-06 - 2018-01-12）          |                                             |

| 翡翠台 星期一至五 19:30 - 20:30        | 翡翠台 星期一至五 19:30 - 20:30            | 翡翠台 星期一至五 19:30 - 20:30 |
| -------------------------------------- | ------------------------------------------ | ------------------------------- |
|                                        | 老表，畢業喇！ （2017-09-27 - 2017-11-06） |                                 |
| 燦爛的外母 （2017-08-29 - 2017-09-26） | 誇世代 (2017-11-07 - 2018-01-15)           |                                 |

| HUB娛家戲劇台 劇集首映 星期一至五 20:00 - 21:00 | HUB娛家戲劇台 劇集首映 星期一至五 20:00 - 21:00 | HUB娛家戲劇台 劇集首映 星期一至五 20:00 - 21:00 |
| ----------------------------------------------- | ----------------------------------------------- | ----------------------------------------------- |
|                                                 | 老表，畢業喇！ （2018-01-11 - 2018-02-21）      |                                                 |
| 燦爛的外母 （2017-12-14 - 2018-01-10）          | 誇世代 （2018-02-22 - 2018-05-02）              |                                                 |

| Astro華麗台、Astro華麗台HD 星期一至五 20:30－21:30 時段 | Astro華麗台、Astro華麗台HD 星期一至五 20:30－21:30 時段 | Astro華麗台、Astro華麗台HD 星期一至五 20:30－21:30 時段 |
| ------------------------------------------------------- | ------------------------------------------------------- | ------------------------------------------------------- |
|                                                         | 老表，畢業喇！ （2019-01-04－2019-02-21）               |                                                         |
| 心理追兇 Mind Hunter （2018-11-27－2019-01-03）         | 誇世代 （2019-02-22－2019-05-02）                       |                                                         |

| 马来西亚 八度空间 TVB之最 星期六至日 19:00 - 20:00 | 马来西亚 八度空间 TVB之最 星期六至日 19:00 - 20:00 | 马来西亚 八度空间 TVB之最 星期六至日 19:00 - 20:00 |
| -------------------------------------------------- | -------------------------------------------------- | -------------------------------------------------- |
|                                                    | 老表，畢業喇！ （2019-06-30 - 2019-10-12) P13      |                                                    |
| 迷 （2019-03-17 －2019-06-29）                     | 溏心风暴3 （2019-10-13 － 2020-03-07）             |                                                    |